# Paul Milliet
Paul Milliet (Río de Janeiro, 14 de febrero de 1848-París, 21 de noviembre de 1924) fue un escritor, libretista y dramaturgo francés.
Entre sus libretos de ópera destacan el Hérodiade (1881) de Jules Massenet, el Kérim (1887) de Alfred Bruneau, La biondinetta (1903), el Mademoiselle de Belle Isle (1905) y el Rhea (1908) de Spyridon Samaras y el Forfaiture (1921) de Camille Erlanger.
Estuvo casado con la soprano Ada Adini.